# SkyRec
SkyRec Company Group S.p.A. è una società italiana che opera nel settore radiofonico. SkyRec ha un giro d'affari di 6 milioni di euro l'anno ed è considerata leader del settore in Italia.

## Storia
SkyRec nasce nel 1997 ,da Enzo Palazzolo, con l'obbiettivo di realizzare radio dedicate InStore, ovvero emittenti radiofoniche per società ed aziende con numerosi punti vendita di proprietà o in franchising in cui trasmettere produzioni e contenuti musicali, editoriali e pubblicitari rivolti ai propri clienti.
Inoltre SkyRec si occupa anche del supporto alla produzione e della fornitura di servizi connessi e accessori come la diffusione del segnale radio di tali stazioni tramite comunicazione satellitare a banda larga.

## Clienti
Il primo cliente della società è stata la catena di fast food McDonald's nel 1999.
Dopodiché sono state create altre 10 emittenti in store per clienti come Euronics, Carrefour, BNL, Intesa Sanpaolo, Billa e Metro.